# Friese popmuziek
Friese popmuziek is popmuziek gemaakt door Friese bands en artiesten, en kan zowel Friestalig als anderstalig zijn, afkomstig uit Friesland dan wel Fries van buiten de provincie.
Tijdens een opleving van de popmuziek uit Friesland in de jaren 90 werd er in de landelijke media gesproken van de Friese Bries, de muziekscene rond de bands Kobus gaat naar Appelscha, The Visitor, Umberto di Bosso é Compadres, Weekend at Waikiki.

## Opleidingen
In latere jaren kreeg de popmuziek in Friesland meer gestalte met de komst van de pop-opleidingen D'drive (mbo) van de Friese Poort en de Academie voor Popcultuur (hbo) van de Hanzehogeschool.

## Podia en festivals
Friesland kent de volgende gesubsidieerde poppodia: Neushoorn (Leeuwarden), Iduna (Drachten) en Bolwerk (Sneek).
Festivals voor Friese artiesten betreffen onder meer: Aaipop, Freeze Festival.
Het metalfestival Wâldrock in Bergum opende altijd met een optreden van een Friese metalband.

## Popkoepel en netwerkorganisatie
Voor de ondersteuning van het popklimaat in de provincie is er de Stichting Friesland Pop. Deze organiseert concerten en activiteiten ter promotie van de Friese popmuziek.
Friese podia hebben zich verenigd in het netwerk Fries Popnet, een verband waarin ook Friesland Pop zitting heeft.

## Friese bands/muziekartiesten
- Aart Lus & Ed Lip
- The Amp
- Baldrs Draumar
- The Homesick
- Umberto di Bosso é Compadres
- Bricquebec
- Children of Jubal
- Desert Sons
- Faske
- Gurbe Douwstra
- G-String
- Mark Foggo & The Secret Meeting
- Herder
- Hessel
- De Hûnekop
- Jarretank
- Jitiizer
- De Kast
- Ernst Langhout
- Newsense Memory
- Nynke Laverman
- Luie Hond
- Maywood
- Reboelje
- Strawelte
- Meindert Talma & the Negroes
- Mirjam Timmer
- Twarres
- Johan van der Veen
- The Visitor
- Griet Wiersma
- Wiko's
- Piter Wilkens